# Titanosauriformes

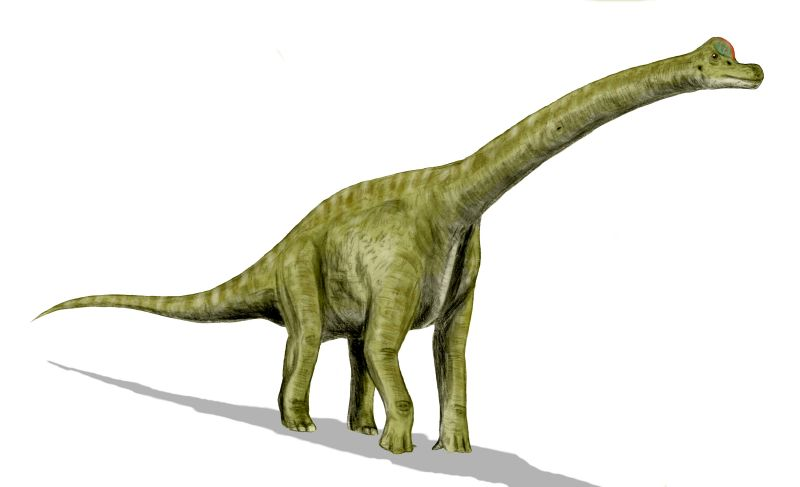
Brachiosaurus

De Titanosauriformes vormen een onderverdeling van de Macronaria, een groep uit de Sauropoda, plantenetende dinosauriërs.
De klade werd in 1997 voor het eerst gedefinieerd door Salgado als de laatste gemeenschappelijke voorouder van Brachiosaurus brancai, Chubutisaurus insignis, de Titanosauria en al zijn afstammelingen. Omdat Chubutisaurus slecht bekend is, volgde in 1998 een nieuwe definitie door Wilson en Sereno: de groep omvattende de laatste gemeenschappelijke voorouder van Saltasaurus en Brachiosaurus en al zijn nakomelingen. In 2005 maakte Sereno de definitie wat formeler door ook de soortnamen erbij te geven: Brachiosaurus brancai en Saltasaurus loricatus. In 2009 verving Michael Taylor B. brancai door Brachiosaurus altithorax in overeenstemming met de regel van de PhyloCode om in definities alleen de typesoort van een genus te gebruiken. 
Welke onder de bekende soorten dat precies zijn is niet geheel duidelijk. De vroegste bekende vorm is vermoedelijk Bothriospondylus madagascarensis uit het Bathonien van het Jura. De groep bereikte zijn grootste bloei vermoedelijk in het Krijt op continenten die behoorden tot Gondwana. Er is een poging gedaan de Titanosauriformes strikt onder te verdelen in de Brachiosauridae en de Titanosauria, door beide groepen te verankeren op Saltasaurus — in dat geval voldoet de naamgeving van Titanosauria echter niet aan de voorlopige regels van de PhyloCode.
Titanosauriformen, vooral de Titanosauria, tonen typisch een combinatie van vrij lange voorpoten, met opperarmbeenderen die geoptimaliseerd zijn voor een afzet van voor naar achter, met "breedsporige" achterpoten met krachtige spieraanhechtingen die een zijdelingse beweging konden controleren. Dit is verklaard als een aanpassing voor het lopen op oneven terrein.